# Beast (groupe canadien)
Pour les articles homonymes, voir Beast.
Beast est un duo canadien de musique électronique, originaire de Montréal, au Québec. Durant son existence, les membres sont la chanteuse et parolière Béatrice Bonifassi (Betty) et le compositeur et producteur Jean-Philippe Gonçalves (Jean-Phi). Bonifassi était la principale auteur-compositeur du groupe et la musique était composée et produite par Gonçalves.
Beast est décrit comme « un projet hip-hop expérimental rempli d'électronique psychédélique de style trip hop, de guitares agressives et de rythmes de batterie bruyants », ou (comme le décrit Bonifassi) de « trip rock »,.

## Histoire
Betty Bonifassi et Jean-Philippe Gonçalves, tous deux originaires de France, étaient des membres actifs de la scène musicale montréalaise et faisaient chacun de la musique depuis une vingtaine d'années lorsqu'ils ont commencé à collaborer musicalement. Bonifassi avait déjà travaillé avec des musiciens locaux tels que le compositeur et saxophoniste François d'Amours, le DJ et musicien techno Champion et un autre musicien rock français expatrié, Deweare. Jean-Phi Gonçalves, percussionniste et producteur musical, a produit des albums pour des musiciens québécois tels que Pierre Lapointe, Jean-Pierre Ferland, Ariane Moffatt et Daniel Bélanger, ainsi que pour l'artiste américaine Lauryn Hill. Il a également joué des percussions pour le chanteur Dumas et pour les groupes montréalais Afrodizz et Plaster,.
Les deux artistes collaborent pour la première fois en 2006 sur un projet pour la société de jeux vidéo Ubisoft. Le son qui en résulte était plus agressif que ce à quoi l'un ou l'autre des artistes était habitué : « Le message de colère consiste à laisser sortir la bête qui est à l'intérieur, parce que dans la société, on n'a pas le droit d'être émotif ou sensible. Les sentiments du moment, lorsque nous écrivions, étaient principalement la tristesse et la colère », déclare Bonifassi lors d'une interview avec le magazine d'information musicale canadien Chart.
Leur première prestation a lieu le 1er mars 2008, lors de l'after-party des Montreal International Music Initiative Awards, ou MIMI Awards. Ils se produisent également à deux endroits différents lors du festival NXNE 2008 à Toronto ; le magazine d'information canadien Chart attribue à Beast les « meilleures notes » pour leurs prestations au festival. À la fin de 2008, le duo fait une tournée avec le groupe britanno-colombien de dance-punk You Say Party! We Say Die!
Le premier album éponyme de Beast est mis sur le marché international le 4 novembre 2008 sur iTunes, et leur premier single, Mr. Hurricane, est offert gratuitement sur iTunes en tant que single de la semaine dans six marchés majeurs, dont les États-Unis, le Royaume-Uni, la France et l'Australie. Les styles vocaux de Betty sur l'album penchent vers le rap et le spoken word. L'auteure-compositrice-interprète canadienne Simon Wilcox aide également Betty (dont la langue maternelle est le français) à écrire les paroles de Beast, qui sont toutes interprétées en anglais : « Simon a vraiment compris mon côté sombre et la tristesse du moment », explique Betty Bonifassi. « Je voulais vraiment chanter quelque chose de riche et de puissant sur le plan des paroles ».
En 2010, la vidéo du single Mr. Hurricane est nommée pour le Grammy Award de la meilleure vidéo musicale, mais perd face aux Black Eyed Peas,. Toujours en 2010, la chanson Satan est jouée pendant le générique de fin d'un épisode de la série HBO Hung. En 2011, la chanson Mr. Hurricane est utilisée dans le générique de fin de In Sickness, un épisode de la série télévisée The Good Wife. La chanson Satan est utilisée dans deux épisodes de la série The Good Wife en 2013.

### Séparation
À la fin de l'année 2010, Betty et Jean-Phi annoncent se retire du projet Beast pour une durée indéterminée. Goncalves déclare que la séparation n'était pas due à une quelconque querelle, mais à des ventes d'albums en baisse, à la frustration de l'industrie du disque, aux effets fatigants des tournées et aux engagements familiaux,.
En 2011, Betty se produit au Festival Montréal en lumière en février, et donne deux représentations aux FrancoFolies de Montréal les 17 et 18 juin.

## Discographie

### Albums studio
- 2008 : Beast

### Singles
- 2008 : Mr. Hurricane
- 2008 : Out of Control